# Halesus
Halesus is een geslacht van schietmotten uit de familie van de Limnephilidae. Het geslacht werd voor het eerst wetenschappelijk beschreven door Stephens in 1836.

## Soorten
Het genus bevat de volgende soorten:

- Halesus appenninus Moretti & Spinelli Batta, 1979
- Halesus calabrus Moretti & Spinelli Batta, 1979
- Halesus digitatus (Schrank, 1781)
- Halesus interpunctatus (Zetterstedt, 1840)
- Halesus miocenicus Ivanov & Melnitsky, 2018
- Halesus nurag Malicky in Malicky & Kumanski, 1974
- Halesus radiatus (Curtis, 1834)
- Halesus rubricollis (Pictet, 1834)
- Halesus ruficollis (Pictet, 1834)
- Halesus sachalinensis A.V. Martynov, 1914
- Halesus tesselatus (Rambur, 1842)